# Référendum sur l'indépendance du Timor oriental
Le référendum sur l'indépendance du Timor oriental a lieu le 30 août 1999 au Timor oriental. La population est appelée à se prononcer pour un statut de province autonome au sein de l'Indonésie ou, en cas de rejet, l'indépendance du Timor oriental.
Le référendum donne une très large majorité en faveur de l'indépendance du pays, mettant fin à la période résultant de l'invasion indonésienne du Timor oriental. Le choix de la population est immédiatement suivi d'une période de destruction à grande échelle et de sacs systématiques des grandes villes par l'armée indonésienne, mais aboutit malgré tout à l'indépendance du Timor oriental le 20 mai 2002.

## Histoire

### Fin de l'occupation portugaise et invasion indonésienne

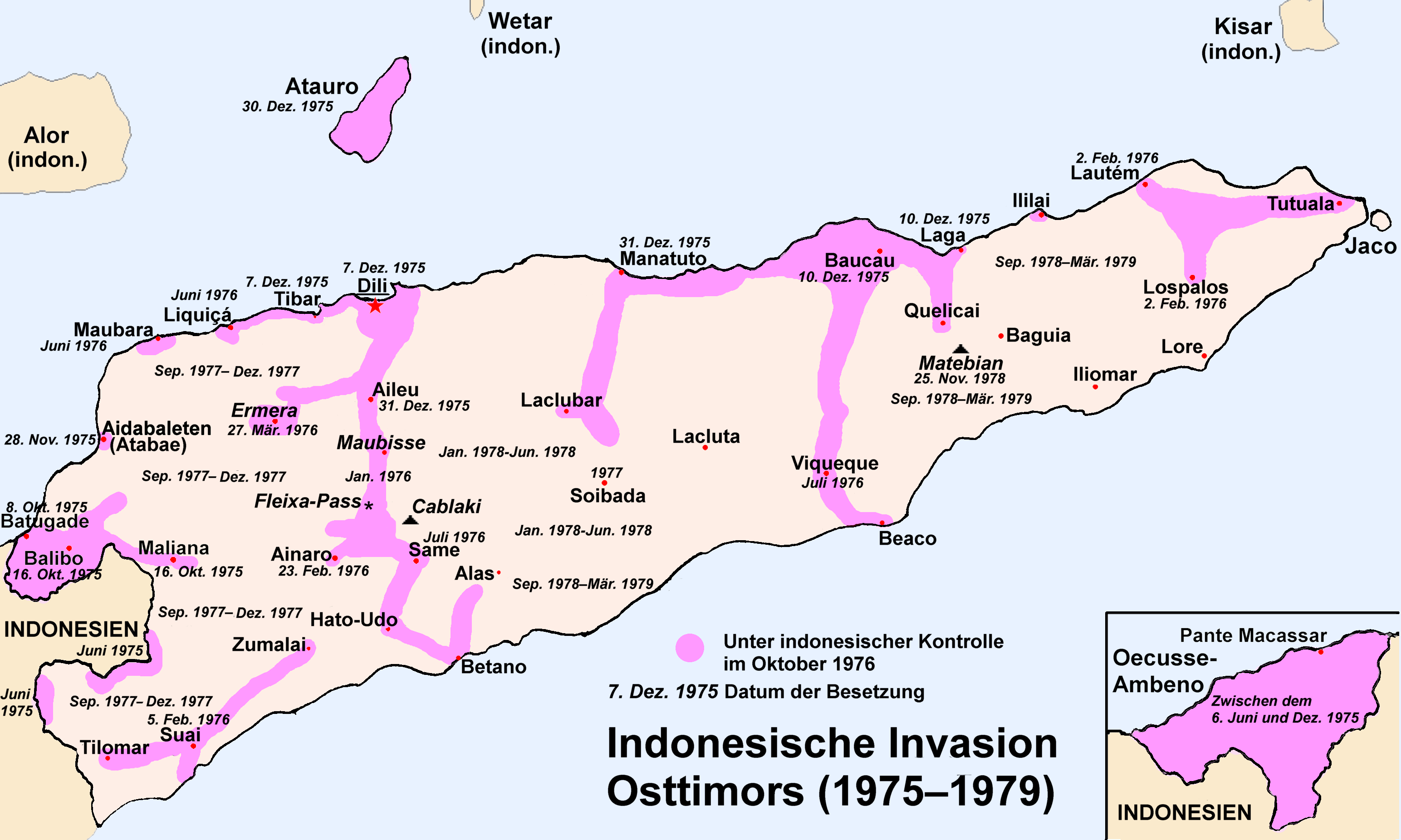
Carte de l'invasion indonésienne

Le Timor oriental est colonisé en 1586 par les Portugais. Hormis la courte période de l’occupation japonaise (1942-1945), cette période de colonisation se poursuit jusqu’à la Révolution des Œillets en 1974. Le Portugal se retire alors du Timor-Leste l'année suivante et proclame l’importance de l’autodétermination de ses colonies. Un conflit politique puis armé oppose alors les deux principales forces politiques du nouvel état, l’Union démocratique timoraise (UDT) et le front révolutionnaire pour l'indépendance du Timor oriental (FRETILIN). Les deux partis s’entendent en effet sur la nécessité de l'autodétermination du pays, mais pas sur son avenir. L’UDT, de bord conservateur, est favorable à un rattachement à l’Indonésie, tandis que le FRETILIN est en faveur d'une république autonome. Bien qu'opposé idéologiquement, les deux partis coexistent quelque temps jusqu’à ce que l’UDT fomente un coup d’État le 10 août 1975. Ce coup d'État mène à une guerre civile de trois semaines, qui cause la mort de 2 000 à 3 000 personnes et pousse 5 000 Timorais à s’exiler vers le Timor occidental ou Darwin, selon la Croix Rouge Internationale. C’est dans ce contexte que le FRETILIN arrive à la tête du Timor oriental en septembre 1975, bénéficiant du soutien populaire. Le 28 novembre 1975, les Timorais déclarent leur indépendance, dans le but d’empêcher une invasion indonésienne.

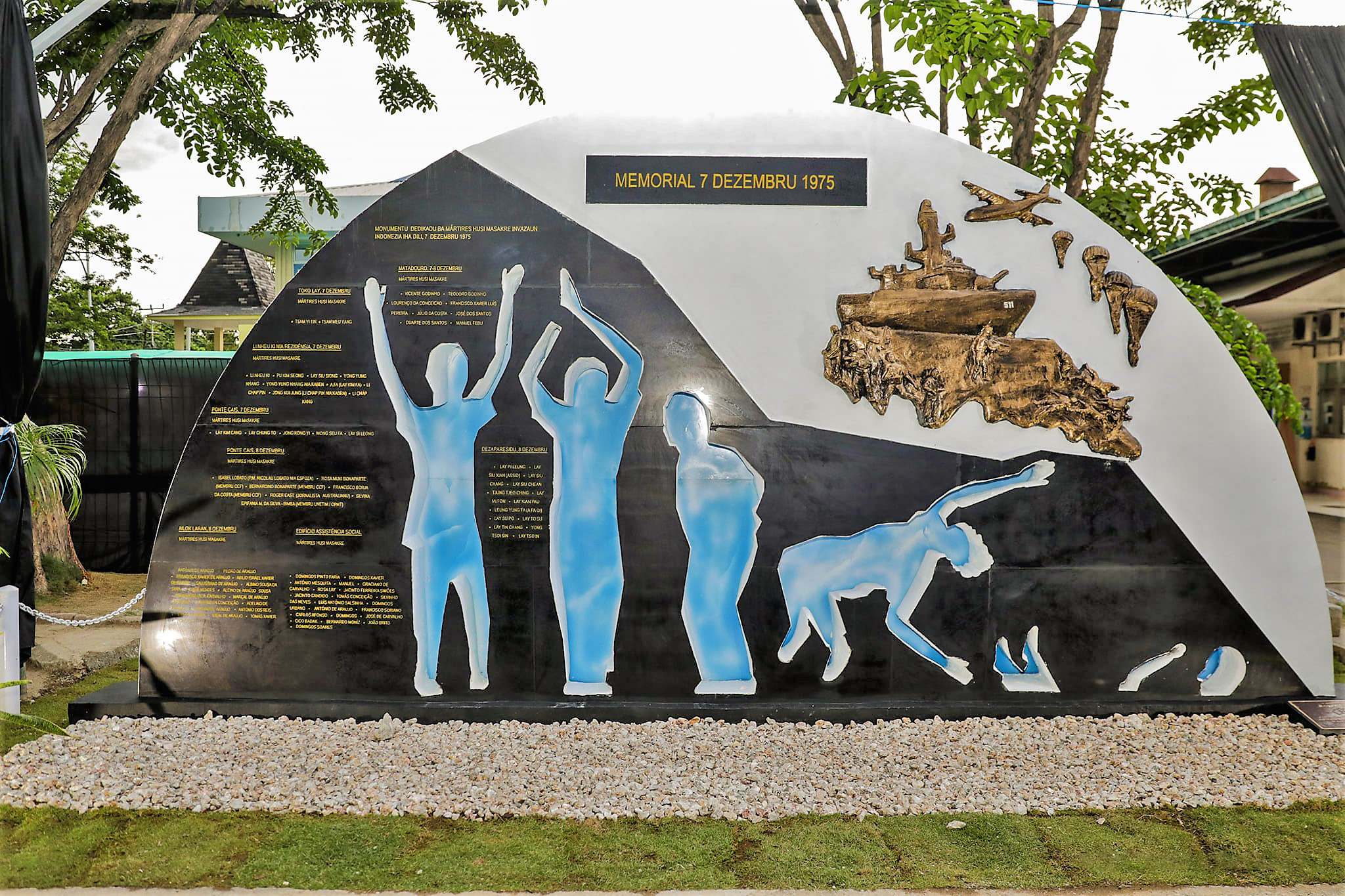
Mémorial aux victimes de l'invasion du 7 décembre 1975

Le président indonésien, le général Suharto, voit l'opportunité de prendre possession de ce nouveau territoire. L’Indonésie envahi le Timor oriental le 7 décembre 1975, profitant de la vacance du pouvoir dans la région. Il s'agit alors de la plus grosse opération militaire de l'histoire de l’armée indonésienne, qui engage en un an un total de 32 000 soldats, soit 10 % de son effectif militaire. On estime le rapport de force à un soldat indonésien pour 20 Timorais. En l'espace d’une année, 60 000 Timorais auraient perdu la vie. De plus, entre 1975 et 1981, on estime que près du tiers de la population d'avant guerre, soit 200 000 personnes, a été massacrée.
Présentant son intervention comme une aide pour mettre fin au colonialisme et à la guerre civile, l'armée indonésienne bénéficie alors grandement de l’aide américaine dans le contexte de la Guerre froide. Le Timor est formellement annexé en 1976, mais seule l’Australie reconnaît officiellement la souveraineté de l'Indonésie sur la région, tandis que le FRETILIN accuse l’Indonésie de mettre en oeuvre une seconde colonisation.

### Occupation indonésienne
Sous Suharto, l’Indonésie s’efforce de naturaliser la population timoraise. Les Timorais sont ainsi maltraités, voire dénués des droits fondamentaux de l’homme, de manière à les contraindre à adopter la nationalité indonésienne. Les Timorais sont majoritairement écartés des positions de pouvoir, réservées aux Indonésiens de souche. Leurs ressources (café, bois de santal, teck, prospections minières, cocotiers et marbre) sont monopolisées par les compagnies indonésiennes où une infime partie des Timorais peuvent travailler, à des postes subalternes. Toutes autres activités lucratives sont aux mains des proches de Suharto ou des militaires indonésiens. La population locale vivant de l’agriculture est aussi touchée par des politiques visant à les appauvrir. L'incarcération systématique de paysans Timorais, les empêchant de cultiver leurs propres terres, provoque plusieurs famines. En 1991, une loi agricole est mise en place interdisant aux étrangers de cultiver les terres, forçant ainsi les Timorais à adopter la nationalité indonésienne pour pouvoir garder la propriété de leurs terres[réf. nécessaire].

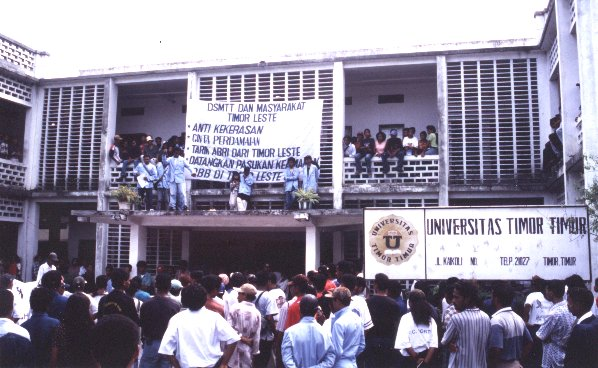
Étudiants de l'université de Dili manifestant en 1998 en mémoire du massacre du cimetière de Santa Cruz de 1991

Les répressions indonésiennes sont fréquentes tout au long de la colonisation. Malgré la politique de terreur mise en place par l’Indonésie, des Timorais entreprennent de se battre pour leur autodétermination. Le FALINTIL, la branche militaire du FRETILIN, se rebelle contre son colonisateur. Les soulèvements du peuple timorais sont cependant violemment réprimés, notamment lors du massacre du cimetière de Santa Cruz de 1991, au cours duquel l’armée indonésienne ouvre le feu sur un groupe de manifestants timorais et tue près de 200 personnes. L'évènement, médiatisé à l'international, provoque l'ouverture d'une enquête qui conclut à une réaction abusive de la part des militaires indonésiens, dont quelques généraux sont sanctionnés.
En plus des massacres, la répression prend la forme d'une persécution pénale, l’Indonésie condamnant et emprisonnant en grand nombre les Timorais, forçant une partie de la population à se réfugier dans les montagnes. En 1991, on décompte ainsi entre 200 000 et 300 000 habitants décédés ou portés disparus. L'ensemble de ces actions du gouvernement indonésien possède alors plusieurs caractéristiques d’un génocide, telles que la classification, la discrimination et la déshumanisation,,,.
En réaction, la présence indonésienne contribue grandement à renforcer l’identité nationale timoraise. Alors que l’Indonésie est majoritairement musulmane, les Timorais adoptent le catholicisme pour se distinguer de leur colonisateur, encouragés dans cette voie par le Secours Catholique. En 1974, on estimait à environ 30 % le nombre de catholiques timorais alors que le reste était animiste. En 1999, la part de catholiques est estimée à 90 % de la population. Le catholicisme joue un rôle majeur auprès du désir d’indépendance et de révolte, qu'il alimente notamment chez les jeunes et les étudiants. Le Timor oriental reçoit notamment la visite en 1989 du pape Jean-Paul II, qui dénonce deux ans plus tard le massacre de Santa Cruz.
En 1992, la Commission des droits de l’homme envoie une délégation pour y observer la situation. De graves violations des droits humains y sont relevées, dont celle de la Convention de Genève de 1949 sur la protection des civils et des prisonniers. La commission conclut en préconisant l’accès de la population à l'autodétermination, et aux organisations de bienfaisance ainsi que le respect des droits humanitaires[réf. nécessaire].

### Soutien international

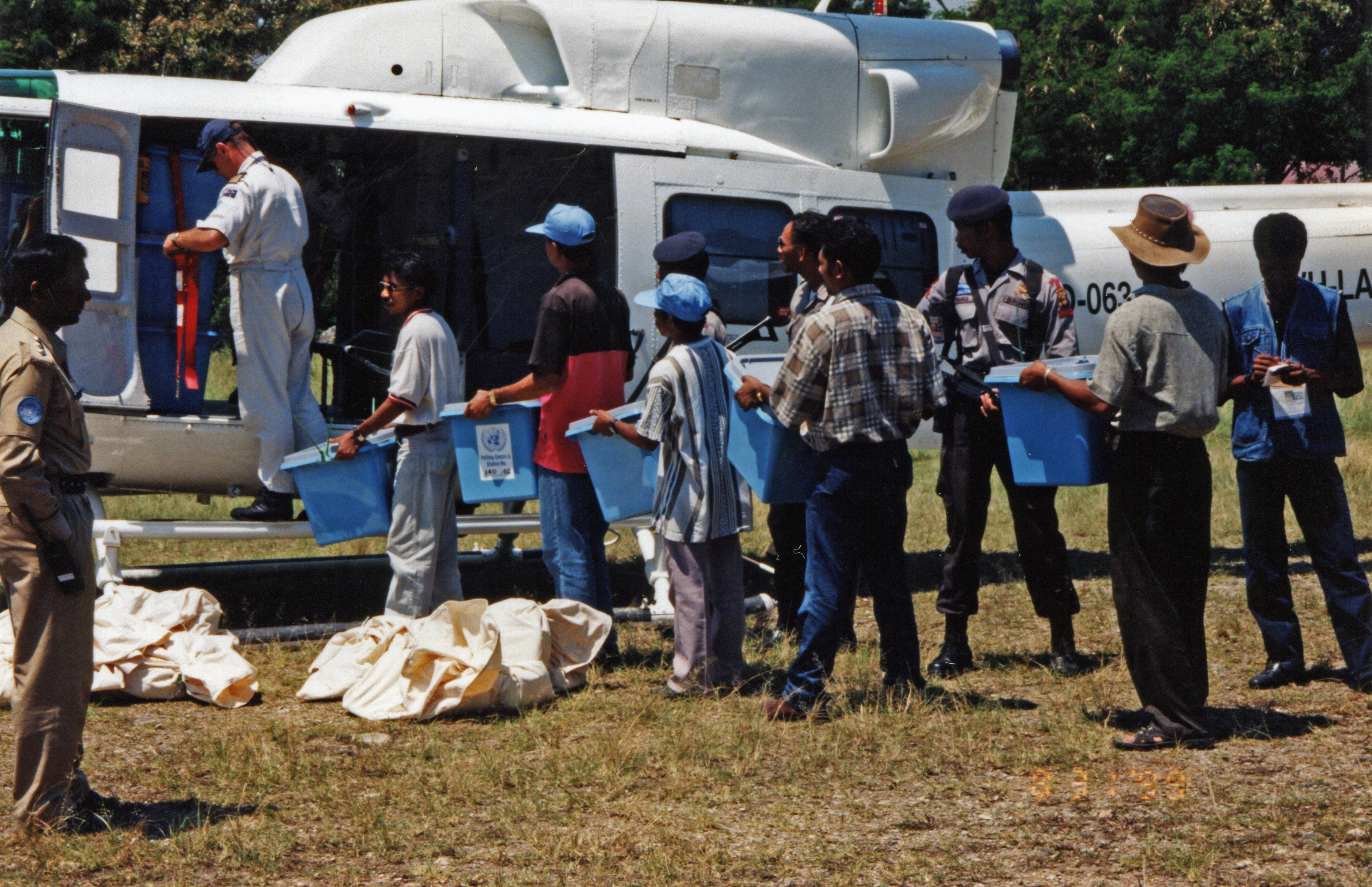
Acheminement des bulletins de vote sous contrôle de l'ONU

La communauté internationale joue un rôle prépondérant dans l'obtention de l'indépendance par le Timor oriental, dont notamment le Portugal. S'étant engagé en 1975 à garantir l’autodétermination et l’indépendance du Timor oriental, ce dernier se retrouve à soutenir les droits de son ancienne colonie auprès de la communauté internationale. Dans les années 1980, les indépendantistes timorais tentent de rallier progressivement le reste de l’Europe contre le non-respect des droits de l'Homme au Timor oriental et son annexion forcée.
En 1983, le Portugal exige que l’Indonésie retire ses troupes armées du territoire timorais et cesse toutes persécutions sur la population locale. Face au refus du gouvernement indonésien, le Portugal fini par accuser devant la Cour Internationale l’Indonésie pour non respect des droits de l’homme.
En plus du Portugal, les organisations non-gouvernementales jouent également un rôle important dans la lutte vers l’indépendance en travaillant au développement d'une prise de conscience internationale sur la situation du pays. En 1996, le prix Nobel de la paix est attribué à Mgr Carlos Ximenes Belo et José Ramos Horta, deux défenseurs de l’indépendance timoraise[réf. nécessaire]. Les ONG protestent contre l’envahissement du Timor, en exposent les problèmes, écrivent sur le sujet et dénoncent les multiples problèmes engendrés par l’annexion forcée du territoire. L'accès à ce dernier leur est abord refusé par l’Indonésie, avant l'intervention de l’ONU et du comité des droits de l’homme qui parviennent à faire autoriser l'accès des ONG.

## Tenue du référendum

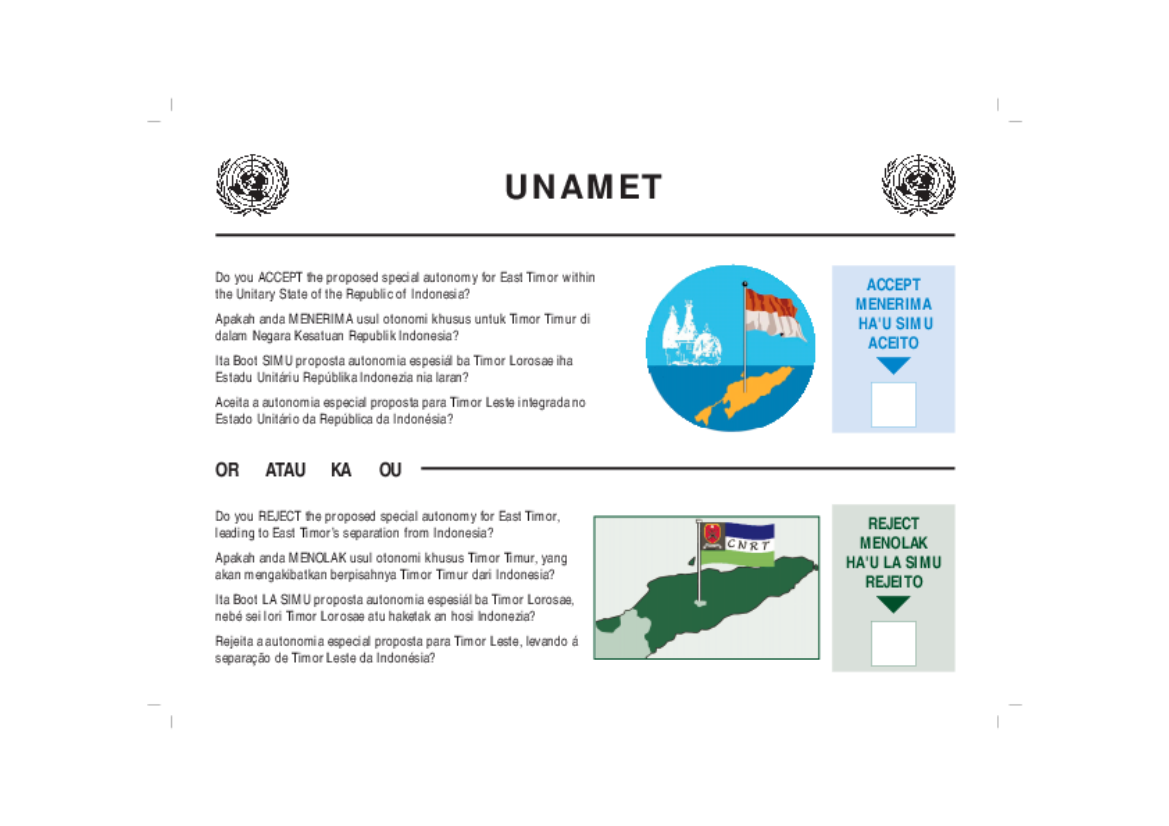
Bulletin de vote utilisé.

En 1998, Suharto est remplacé par Bacharuddin Jusuf Habibie. Celui-ci, plus souple que son prédécesseur, essaye de redorer l’image de son pays à l'international. Considére que le Timor oriental est devenu un fardeau pour l’Indonésie, surtout en période de crise économique, il propose un projet de statut spécial pour le Timor qui, en accordant l’autonomie, permettrait d’éviter que l’autodétermination n’aboutisse à l’indépendance de la région. Il annonce également la libération des prisonniers et la réduction de la présence des troupes militaires sur le terrain. Toutefois, les indépendantistes timorais, exigeant un référendum, refuse catégoriquement ce projet de simple autonomie.

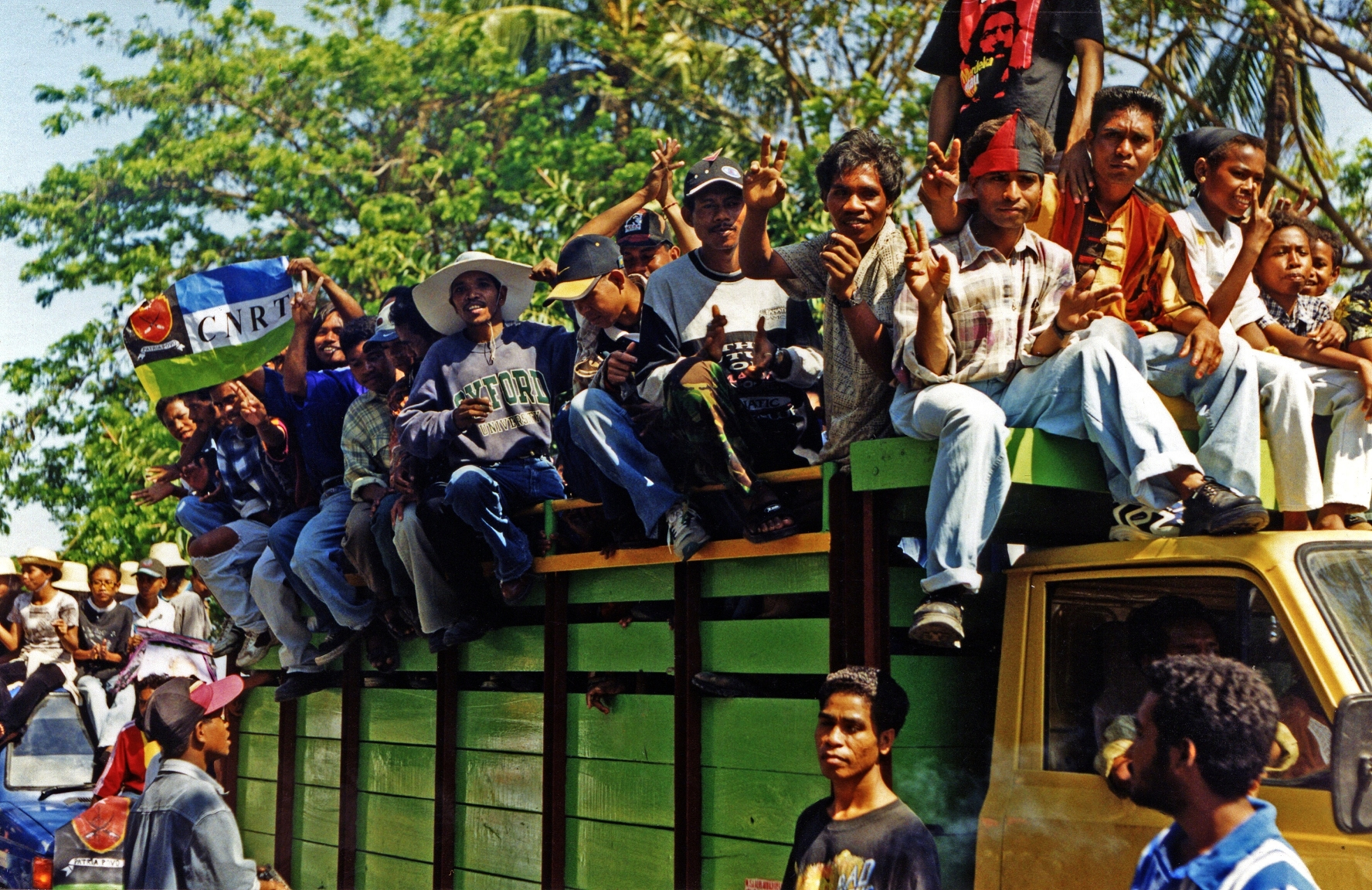
Caravane de campagne du CNRT en faveur de l'indépendance

Le 1er juillet 1998, le comité spécial pour l’application de la Déclaration sur l'octroi de l'indépendance aux pays et peuples coloniaux sonde différents pétitionnaires pour recueillir des avis sur les annonces d’Habibie. Si l'ouverture prochaine de négociations est jugée possible, nombre d'entre eux voient dans ces annonces une tentative de manipulation par le président indonésien. Lors d'une assemblée générale de l'ONU, la mise en place d'une mission de maintien de la paix et l'ouverture d’un tribunal international pour juger les crimes commis envers le peuple timorais sont proposées. Un mois plus tard, le 5 août, le Portugal et l’Indonésie signent à New York un accord visant à libérer les prisonniers de guerre Timorais et à réduire la présence des troupes armées indonésiennes. L’accord n'est cependant pas respecté par l’Indonésie, qui augmente au contraire ses effectifs militaire sur le territoire timorais.

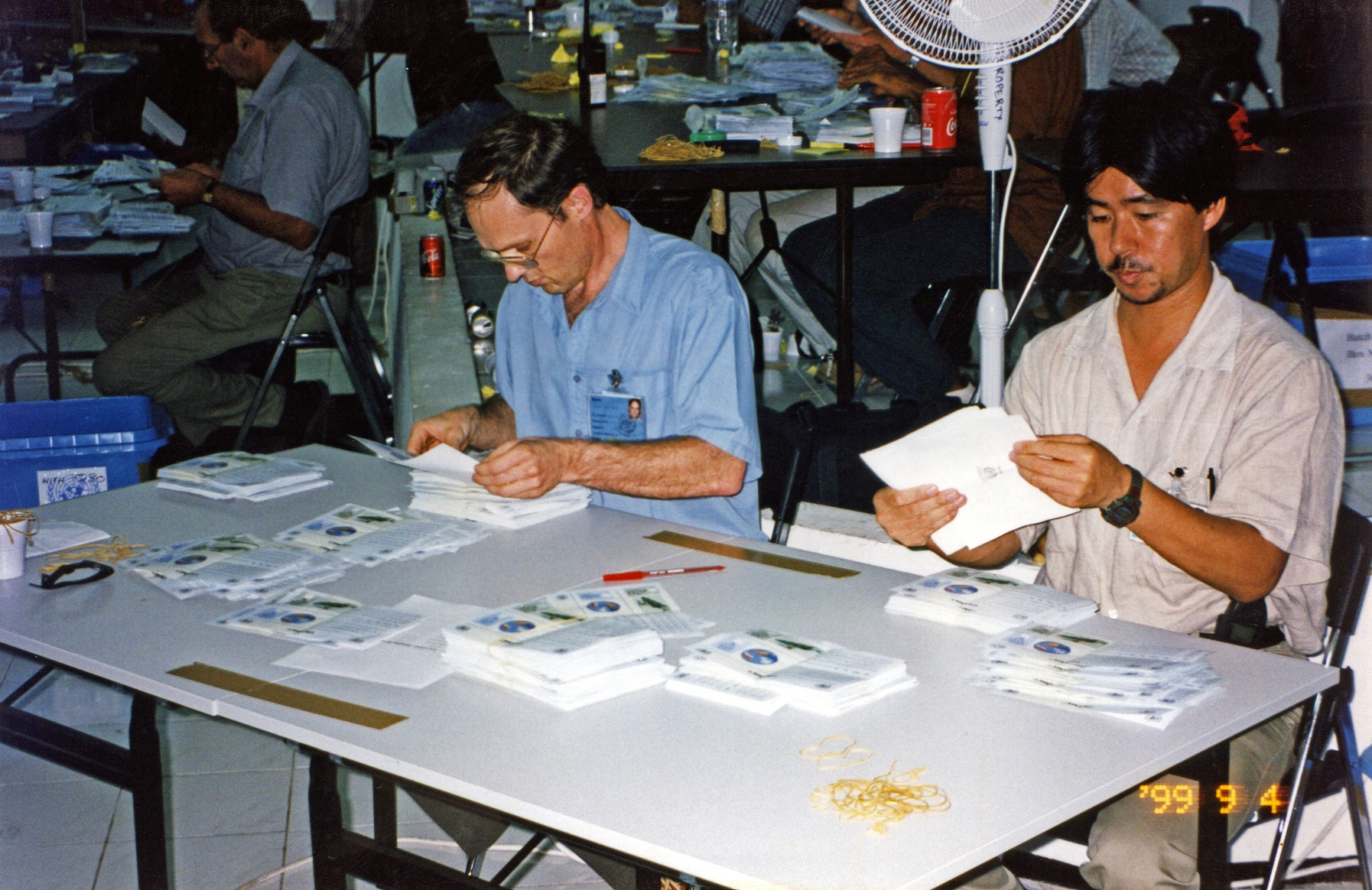
Bureau de vote

La violation de l'accord n’empêche cependant pas la poursuite des négociations. Ces dernières aboutissent le 5 mai 1999, lorsque le Portugal, l’Indonésie et le secrétaire général des Nations unies signent un accord autorisant la tenue d'un référendum d’autodétermination. Plusieurs pétitionnaires font rapidement remonter au comité spécial que le projet comporte une faille majeure, car l’Indonésie se voit confiée par l'ONU la mission d'assurer la sécurité de la population timoraise au cours de cette période référendaire, malgré ses violences perpétrées dans la région au cours des deux dernières décennies.
L'organisation du référendum se révèle par conséquent marquée par de nombreux conflits, la présence des seules forces armées indonésienne alimentant un climat de méfiance généralisé. Une montée des violences s'ensuit rapidement, l'armée indonésienne soutenant la formation de milices pro-indonésiennes qui perpétuent des actes d'intimidation et de terrorisme sur le territoire timorais dans le but annoncé de faire annuler la tenue du référendum. En réponse, la FALINTIL reprend ses attaques afin de forcer la communauté internationale à envoyer des renforts pour assurer la paix. En tout, 60 000 personnes sont déplacées, tandis que 90 000 autres, se réfugient dans les montagnes, soit plus de 10 % de la population. L’UNAMET, l’équipe de l’ONU responsable de la seule préparation du référendum, ne peut alors que constater le climat entourant le vote à son arrivée.
En dépit des pressions et de la violence, la participation au scrutin organisé le 30 août 1999 atteint 98,60 % de la population du Timor oriental, dont notamment 113 794 réfugiés. Au total, 78,50 % des votants se prononcent pour l'indépendance, contre 21,50 % favorables à une simple autonomie. Le résultat est une surprise pour l'Indonésie, qui comptait sur le vote des réfugiés pour faire pencher le résultat vers l'autonomie, et estimait notamment que 95 % des réfugiés désiraient rester sous sa tutelle. La majorité des réfugiés avouent par la suite à la presse avoir menti à ce sujet, par peur de représailles. Les milices indonésiennes s'étaient ainsi vu confier le filtrage de la frontière avec l'ouest de l'île sous contrôle indonésien, refusant à 30 000 Timorais de passer la frontière sous prétexte d'accusations de tentative de sabotage, tandis que des militaires et des fonctionnaires indonésiens ainsi que des habitants ouest timorais étaient encouragés à participer au vote.

## Résultats
| Choix                    | Choix                    | Votes   | %     |
| ------------------------ | ------------------------ | ------- | ----- |
|                          | Pour l'indépendance      | 344 980 | 78,50 |
|                          | Pour l'autonomie         | 94 388  | 21,50 |
|                          |                          |         |       |
| Total                    | Total                    | 438 968 | 100   |
| Abstention               | Abstention               | 12 824  | 1,40  |
| Inscrits / Participation | Inscrits / Participation | 451 792 | 98,60 |

| Indépendance 344 980 (78,50 %) |  |  | Autonomie 94 388 (21,50 %) |
| ▲                              |  |  |                            |
| Majorité absolue               |  |  |                            |

## Programme de destruction indonésien

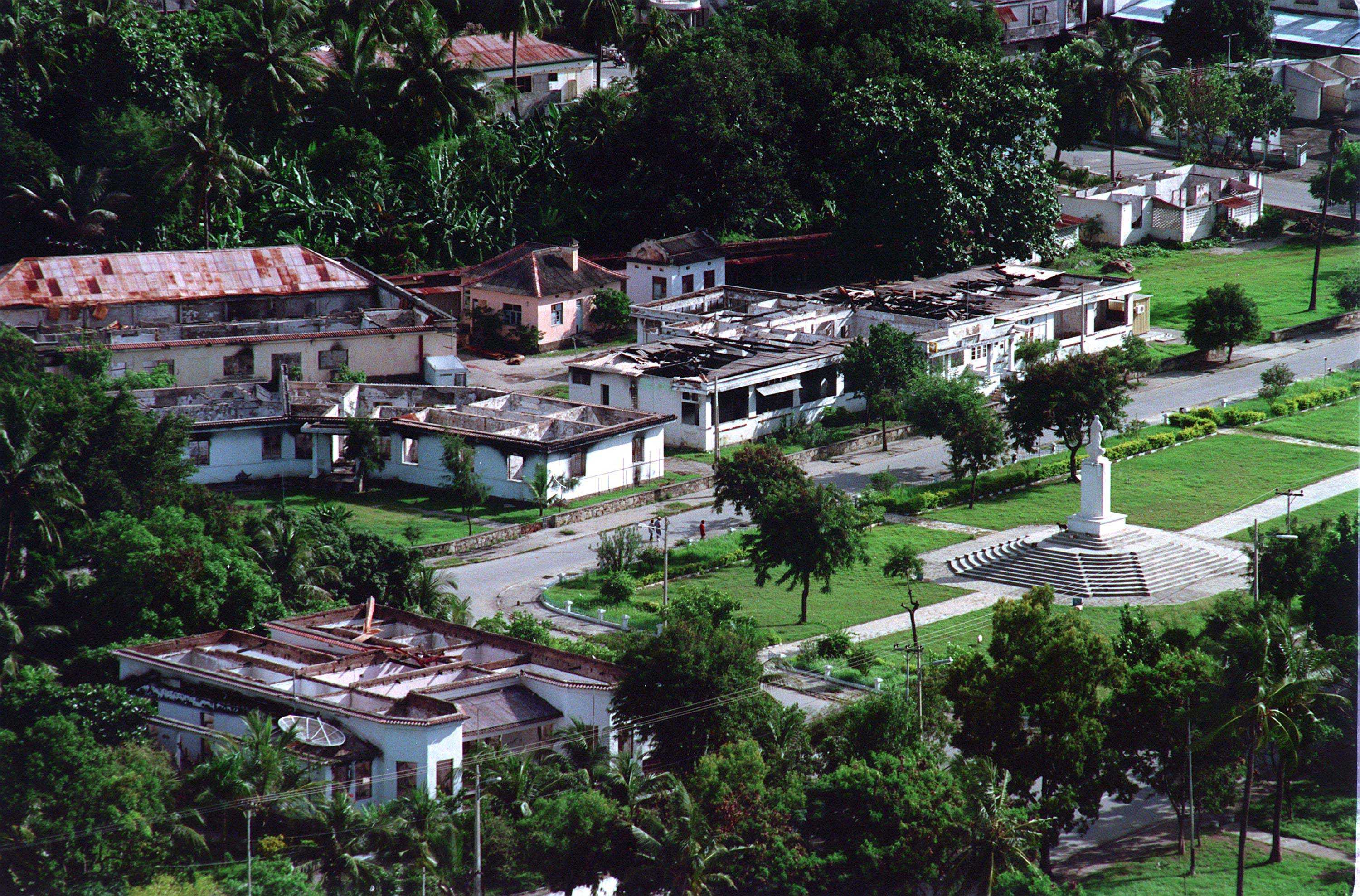
Vue aérienne de destructions à Dili

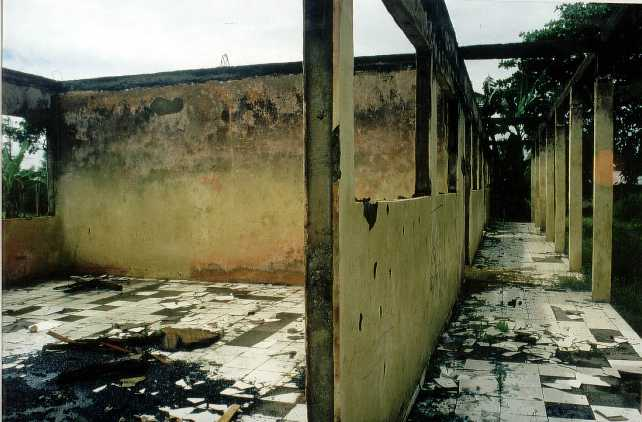
École incendiée à Wecian

En réaction aux résultats, l'Indonésie met en œuvre une destruction à grande échelle organisé des mois avant le référendum en cas de vote favorable à l'indépendance, dans le but de ruiner l'ancienne colonie et de déporter ses habitants. Ayant installé des matières inflammables près de nombreux bâtiments plusieurs semaines avant le vote, l’armée indonésienne exécute une opération de démolition des écoles, des bâtiments administratifs, des archives, et des habitations,. Selon l’ONU, les chiffres des déportations s’élèvent à plus de 200 000 personnes, sans compter 250 000 autres s'étant réfugiés dans les montagnes pour échapper aux tueries, ainsi que 2 000 morts, sans compter de nombreux viols.
Face à ces évènement, l’ONU exige de l’Indonésie l’évacuation du territoire timorais, mais une grande partie des effectifs indonésiens refuse. Ce programme de destruction provoque un vif émoi chez la communauté internationale. L’Australie se porte alors volontaire pour organiser une force armée, l'INTERFET ayant pour but de restaurer la paix et la sécurité, protéger et soutenir la MINUTO et aider les ONG. L'action de l'INTERFET force l’armée et les milices indonésiennes à se retirer, tout en procédant au désarmement du FRETILIN, assurant ensuite une action de surveillance de la frontière entre l'Indonésie et le Timor occidental. Les tentatives de faire revenir les réfugiés se révèlent en revanche sans succès.

## Suites

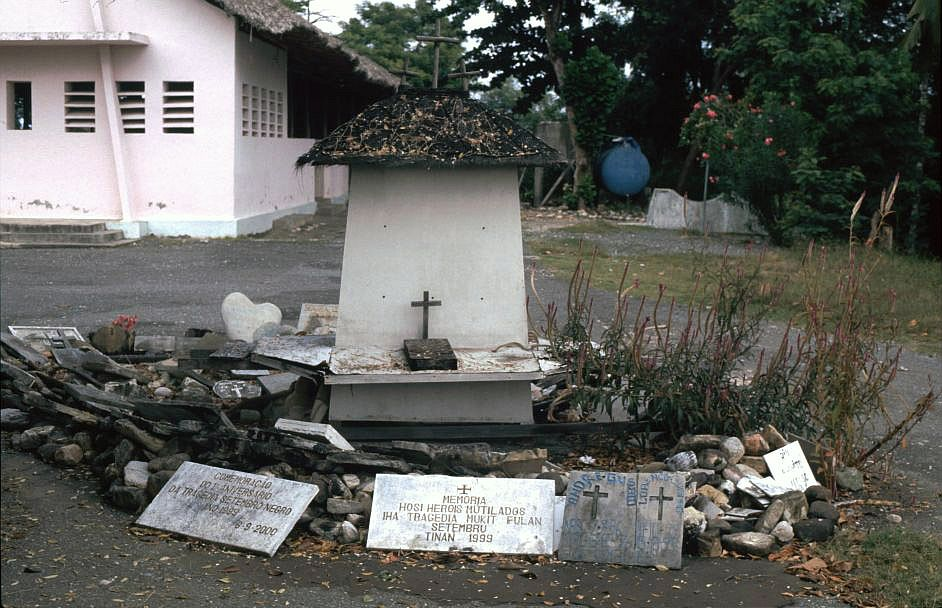
Mémorial du Massacre de l'église de Suai

Le pays nouvellement indépendant se voit ainsi confronté à une difficile reconstruction, les deux tiers des infrastructures ayant été détruites, ainsi qu'à la mise en place d'une administration en l'absence de personnel qualifié, les Timorais ayant été écartés des postes à responsabilité durant la colonisation indonésienne. Cette situation conduit à la mise sous tutelle du pays par l'ONU, qui l'accompagne dans la mise en œuvre de son autodétermination via une administration transitoire jusqu'au 31 décembre 2001. La lutte sanglante du Timor oriental pour son indépendance aboutit ainsi finalement le 20 mai 2002, le pays accédant à cette date à sa pleine souveraineté.
En 2001, le président de l’assemblée générale de l’ONU, Harri Holkeri, se rend en Indonésie pour discuter de différentes questions concernant le Timor oriental ; la sécurité dans les camps de réfugiés et celle des réfugiés désirant rentrer au pays, et des mesures juridiques envers les responsables d’attaques contre des agents d’ONG et la prévention d’incursions transfrontalières.